# 난쟁이마자마사슴
난쟁이마자마사슴(Mazama chunyi)은 사슴과에 속하는 작은 마자마사슴의 일종이다. 볼리비아 서부와 페루 남동부의 안데스산맥 고지대에서 서식하며, 숲과 파라모 지역에서 발견된다.